# Utaherpeton franklini
Utaherpeton franklini è un anfibio estinto, appartenente ai lepospondili. Visse nel Carbonifero medio (Mississippiano/Pennsylvaniano, circa 320 milioni di anni fa) e i suoi resti fossili sono stati ritrovati in Nordamerica (Utah).

## Descrizione
Questo animale era di piccole dimensioni, e non doveva superare la lunghezza di 10 centimetri. Il corpo era allungato e sottile, e vi erano quattro brevi arti. Il cranio era relativamente grande in confronto al resto del corpo. Le caratteristiche di Utaherpeton richiamano le forme successive: le orbite poste al centro del cranio, non vi è evidenza di un'incisura nell'osso squamoso e l'articolazione della mandibola non si estende posteriormente al margine dell'occipite. Come in altri microsauri primitivi, i denti lungo il margine delle mascelle erano piccoli e numerosi.

## Tassonomia
Descritto per la prima volta nel 1991, Utaherpeton franklini è un taxon basato su due esemplari, un giovane e un adulto, entrambi provenienti dalla formazione di Manning Canyon nello Utah. È considerato uno dei più antichi fra i microsauri, un gruppo di anfibi lepospondili di piccole dimensioni caratteristici delle paludi del Carbonifero. La morfologia di Utaherpeton richiama da vicino quella di microsauri successivi, come Microbrachis e Hyloplesion. Utaherpeton, in ogni caso, è il solo lepospondilo a mostrare un'ossificazione dei pleurocentri da elementi appaiati.